# Liste der Baudenkmale in Wietzen
In der Liste der Baudenkmale in Wietzen sind alle Baudenkmale der niedersächsischen Gemeinde Wietzen aufgelistet. Die Quelle der Baudenkmale ist der Denkmalatlas Niedersachsen. Der Stand der Liste ist der 7. Februar 2021.

## Allgemein
In den Spalten befinden sich folgende Informationen:
- Lage: die Adresse des Baudenkmales und die geographischen Koordinaten. Kartenansicht, um Koordinaten zu setzen. In der Kartenansicht sind Baudenkmale ohne Koordinaten mit einem roten Marker dargestellt und können in der Karte gesetzt werden. Baudenkmale ohne Bild sind mit einem blauen Marker gekennzeichnet, Baudenkmale mit Bild mit einem grünen Marker.
- Bezeichnung: Bezeichnung des Baudenkmales
- Beschreibung: die Beschreibung des Baudenkmales. Unter § 3 Abs. 2 NDSchG werden Einzeldenkmale und unter § 3 Abs. 3 NDSchG Gruppen baulicher Anlagen und deren Bestandteile ausgewiesen.
- ID: die Objekt-ID des Baudenkmales
- Bild: ein Bild des Baudenkmales, ggf. zusätzlich mit einem Link zu weiteren Fotos des Baudenkmals im Medienarchiv Wikimedia Commons. Wenn man auf das Kamerasymbol klickt, können Fotos zu Baudenkmalen aus dieser Liste hochgeladen werden:

## Wietzen

### Gruppen baulicher Anlagen

#### Gruppe: Gutsanlage Stumpenhausen Blenhorster Straße 98
Die Gruppe Gutsanlage Stumpenhausen Blenhorster Straße 98 hat die ID im Denkmalatlas 38131715.
| Lage                                                                      | Bezeichnung                | Beschreibung | ID       | Bild |
| ------------------------------------------------------------------------- | -------------------------- | ------------ | -------- | ---- |
| Blenhorster Straße 98 52° 42′ 46″ N, 9° 5′ 52″ O                          | Wohnhaus Gut Stumpenhausen |              | 31065417 |      |
| Blenhorster Straße 98 52° 42′ 45″ N, 9° 5′ 51″ O                          | Wohn-/Wirtschaftsgebäude   |              | 38131739 |      |
| Blenhorster Straße 98 52° 42′ 44″ N, 9° 5′ 51″ O                          | Stall                      |              | 38131760 |      |
| Blenhorster Straße 98 52° 42′ 45″ N, 9° 5′ 53″ O                          | Scheune                    |              | 38131779 |      |
| Blenhorster Straße 98 (Graf-Stumpenhausen-Weg) 52° 42′ 47″ N, 9° 5′ 50″ O | Badehaus                   |              | 38131883 |      |
| Blenhorster Straße 98 52° 42′ 47″ N, 9° 5′ 53″ O                          | Gartenhaus                 |              | 38131973 |      |
| Blenhorster Straße 98 52° 42′ 48″ N, 9° 5′ 52″ O                          | Speicher                   |              | 38131990 | BW   |

#### Gruppe: Herrlichkeit 67
Die Gruppe Herrlichkeit 67 trägt im Denkmalatlas die ID 31037111.

| Lage                                       | Bezeichnung              | Beschreibung | ID       | Bild |
| ------------------------------------------ | ------------------------ | --- | -------- | ---- |
| Herrlichkeit 67 52° 42′ 52″ N, 9° 4′ 49″ O | Wohn-/Wirtschaftsgebäude | Im Kern ein Zweiständerbau, der 1820 erbaut wurde. Das Innengerüst ist vollständig erhalten. Das Dach ist mit Wellplatten gedeckt am Wirtschaftsteil beidseitig Queranbauten in Ziegel. Ende des 19. Jahrhunderts wurden am Wohngiebel vorgezogene Anbauten errichtet. Der rechte Vorbau ist um 1900 der linke Vorbau um 1910 fertiggestellt. | 31065741 |      |
| Herrlichkeit 67 52° 42′ 53″ N, 9° 4′ 48″ O | Scheune                  | Querscheune, die in der ersten Hälfte des 19. Jahrhunderts mit zwei Querdurchfahrten, Lehmfachwerk, Halbwalmdach, dieses mit Reetdeckung, erbaut wurde. | 31065513 |      |
| Herrlichkeit 67 52° 42′ 52″ N, 9° 4′ 49″ O | Hofpflasterung           | | 31065766 | BW   |
| Herrlichkeit 67 52° 42′ 53″ N, 9° 4′ 48″ O | Eichenbestand            | Hinter der Scheune befindet sich ein kleines Eichenwäldchen. | 38739983 |      |

#### Gruppe: Hofanlage Bredenbecker Straße 113
Die Hofanlage Bredenbecker Straße 113 hat als Gruppe baulicher Anlagen im Denkmalatlas die ID 45135082.

| Lage                                               | Bezeichnung | Beschreibung                                  | ID       | Bild |
| -------------------------------------------------- | ----------- | --------------------------------------------- | -------- | ---- |
| Bredenbecker Straße 113 52° 42′ 23″ N, 9° 5′ 20″ O | Wohnhaus    | Massivbau, der im Jugendstil errichtet wurde. | 31065434 |      |
| Bredenbecker Straße 113 52° 42′ 23″ N, 9° 5′ 18″ O | Speicher    |                                               | 45135093 |      |

### Einzelbaudenkmale
| Lage                                               | Bezeichnung              | Beschreibung | ID       | Bild |
| -------------------------------------------------- | ------------------------ | --- | -------- | ---- |
| Bredenbecker Straße 114 52° 42′ 22″ N, 9° 5′ 17″ O | Wohn-/Wirtschaftsgebäude | Etwa Mitte des 19. Jahrhunderts errichtetes Hallenhaus mit Ziegelfachwerk und Halbwalm am Wohngiebel. | 31065473 |      |
| Herrlichkeit 52° 42′ 46″ N, 9° 5′ 2″ O             | Kriegerdenkmal           | 1920 zur Erinnerung an die Toten des Ersten Weltkriegs errichtet |          |      |
| Kohlstraße 68a 52° 43′ 32″ N, 9° 6′ 24″ O          | Wassermühle              | Im 19. Jahrhundert mit Ziegelfachwerk auf Sandsteinsockel errichtet. Der Bachlauf wurde sodann dorthin geführt. | 31065560 |      |
| Kuckucksweg 44 52° 43′ 12″ N, 9° 4′ 36″ O          | Taubenturm               | Um 1900 in massiv Ziegel und mit oktogonalem Grundriss und geschwungener Dachhaube erbauter Taubenturm. | 31065581 |      |
| Herrlichkeit 76 52° 42′ 45″ N, 9° 5′ 2″ O          | St.-Gangolf-Kirche       | Das romanische Schiff ist vermutlich auf das 13. Jahrhundert zu datieren. Die Kirche wurde 1830 renoviert und 1958 erweitert und mit Sandsteinquader und Schichtenmauerwerk errichtet.                                  | 31065537 |      |
| Riedeweg 89 52° 42′ 43″ N, 9° 6′ 59″ O             | Backhaus                 | 1604 als anderthalbgeschossiges erbautes, kleines Backhaus mit teilweiser Lehmstakung und angebautem Backofen aus jüngeren Ziegeln. Der als Original mit Holznägeln erhaltene Türsturz ist in Eselsrückenform gehalten. | 31065690 |      |
| Schwarzeheidestraße 80 52° 43′ 8″ N, 9° 7′ 46″ O   | Backhaus                 | Gegen Ende des 17. Jahrhunderts errichteter Gefügebau mit Lehmfachwerk, Satteldach in Eselsrückenform. | 31065603 |      |
| Torfweg 52 52° 43′ 20″ N, 9° 4′ 49″ O              | Wohn-/Wirtschaftsgebäude | Zweiständerhallenhaus | 31065624 |      |
| Bremer Straße 13 52° 42′ 35″ N, 9° 4′ 24″ O        | Wohn-/Wirtschaftsgebäude | | 31065493 |      |

### Ehemalige Baudenkmale
| Lage                                               | Bezeichnung              | Beschreibung | ID | Bild |
| -------------------------------------------------- | ------------------------ | --- | -- | ---- |
| Bredenbecker Straße 114 52° 42′ 22″ N, 9° 5′ 15″ O | Speicher                 | Eingeschossiger, Mitte des 18. Jahrhunderts mit Ziegelfachwerk, Satteldach und auskragendem Giebel erbauter Speicher. 2016 abgebrochen.                 |    |      |
| Warper Straße 21 52° 43′ 31″ N, 9° 5′ 4″ O         | Wohn-/Wirtschaftsgebäude | Anfang des 19. Jahrhunderts errichtetes Wohn-/Wirtschaftsgebäude mit Ziegelfachwerk, Halbwalmdach und Reetdeckung (1993 aus dem Verzeichnis entnommen). |    |      |

## Holte-Langeln
In den Ortsteilen Holte und Langeln bestehen zwei Einzeldenkmale.

### Einzeldenkmale
| Lage                                                  | Bezeichnung | Beschreibung | ID       | Bild |
| ----------------------------------------------------- | ----------- | --- | -------- | ---- |
| Grüne Straße 7 52° 40′ 35″ N, 9° 1′ 48″ O             | Speicher    | Ende des 17. Jahrhunderts errichteter, eingeschossiger Speicher mit Lehmfachwerk und Satteldach.                                           | 31065376 |      |
| Alte Staffhorster Straße 5 52° 41′ 54″ N, 9° 1′ 26″ O | Stall       | Anfang des 19. Jahrhunderts als kleiner Gefügebau mit Lehmstakung, teilweise Ziegelausfachung, Walmdach und Reetdeckung errichteter Stall. | 31065397 |      |